# José Pineda Suazo
José Mariano Pineda Suazo (Cantarranas, Francisco Morazán, Honduras, 19 de octubre de 1988) es un futbolista hondureño. Juega como portero y su equipo actual es el Juticalpa F. C. de la Primera división de Honduras.

## Clubes
| Club              | País     | Año             |
| ----------------- | -------- | --------------- |
| Necaxa            | Honduras | 2009 - 2012     |
| Platense          | Honduras | 2012 - 2015     |
| Marathón (cesión) | Honduras | 2015 - 2016     |
| Platense          | Honduras | 2016 - 2017     |
| Lobos UPNFM       | Honduras | 2017 - 2018     |
| Juticalpa         | Honduras | 2019 - 2020     |
| Platense          | Honduras | 2020 - 2022     |
| Real Sociedad     | Honduras | 2022            |
| Juticalpa         | Honduras | 2022 - Presente |

## Palmarés

### Campeonatos nacionales
| Título                      | Club   | País     | Año           |
| --------------------------- | ------ | -------- | ------------- |
| Liga de Ascenso de Honduras | Necaxa | Honduras | Apertura 2009 |
| Liga de Ascenso de Honduras | Necaxa | Honduras | Clausura 2010 |